# Panagrius
Panagrius hystrix es una  especie de coleóptero adéfago de la familia Carabidae y el único miembro del género monotípico Panagrius.